# ایاگو تئودورو
ایاگو تئودورو (انگلیسی: Iago Teodoro؛ زادهٔ ۱۸ آوریل ۲۰۰۵) بازیکن فوتبال است که در حال حاضر برای فلامینگو در پست مدافع بازی می‌کند.
وی همچنین در تیم ملی فوتبال زیر ۲۰ سال برزیل بازی کرده است.

## دوران باشگاهی
ایاگو تئودورو از سن ۱۳ سالگی در رده‌های پایه ولتا ردوندا رشد کرد و در سال ۲۰۲۱ به آکادمی جوانان فلامینگو پیوست. در آوریل ۲۰۲۲، نخستین قرارداد حرفه‌ای خود را با فلامینگو تا سال ۲۰۲۵ امضا کرد. در سال ۲۰۲۴، به عنوان کاپیتان تیم زیر ۲۰ سال این باشگاه انتخاب شد. او در تاریخ ۲۷ ژانویه ۲۰۲۴ نخستین بازی حرفه‌ای خود را به عنوان بازیکن جانشین در ترکیب فلامینگو مقابل پورتوگزا-RJ انجام داد که با تساوی ۰–۰ به پایان رسید. در ۲۹ فوریه ۲۰۲۴، قرارداد خود را با باشگاه تا سال ۲۰۲۶ تمدید کرد.

## دوران ملی
ایاگو تئودورو نخستین بار در اوت ۲۰۲۴ برای انجام چند دیدار دوستانه به تیم ملی زیر ۲۰ سال برزیل دعوت شد. او در نهایت به فهرست نهایی تیم زیر ۲۰ سال برزیل برای مسابقات قهرمانی فوتبال جوانان آمریکای جنوبی ۲۰۲۵ راه یافت.